# Massenspeicher
Als Massenspeicher werden im IT-Bereich Speichermedien bezeichnet, die große Mengen an Daten dauerhaft speichern. Es handelt sich damit um nichtflüchtige Datenspeicher. Flüchtige Speicher wie konventionelles RAM sind nach dieser Definition keine Massenspeicher, unabhängig von ihrer Größe.

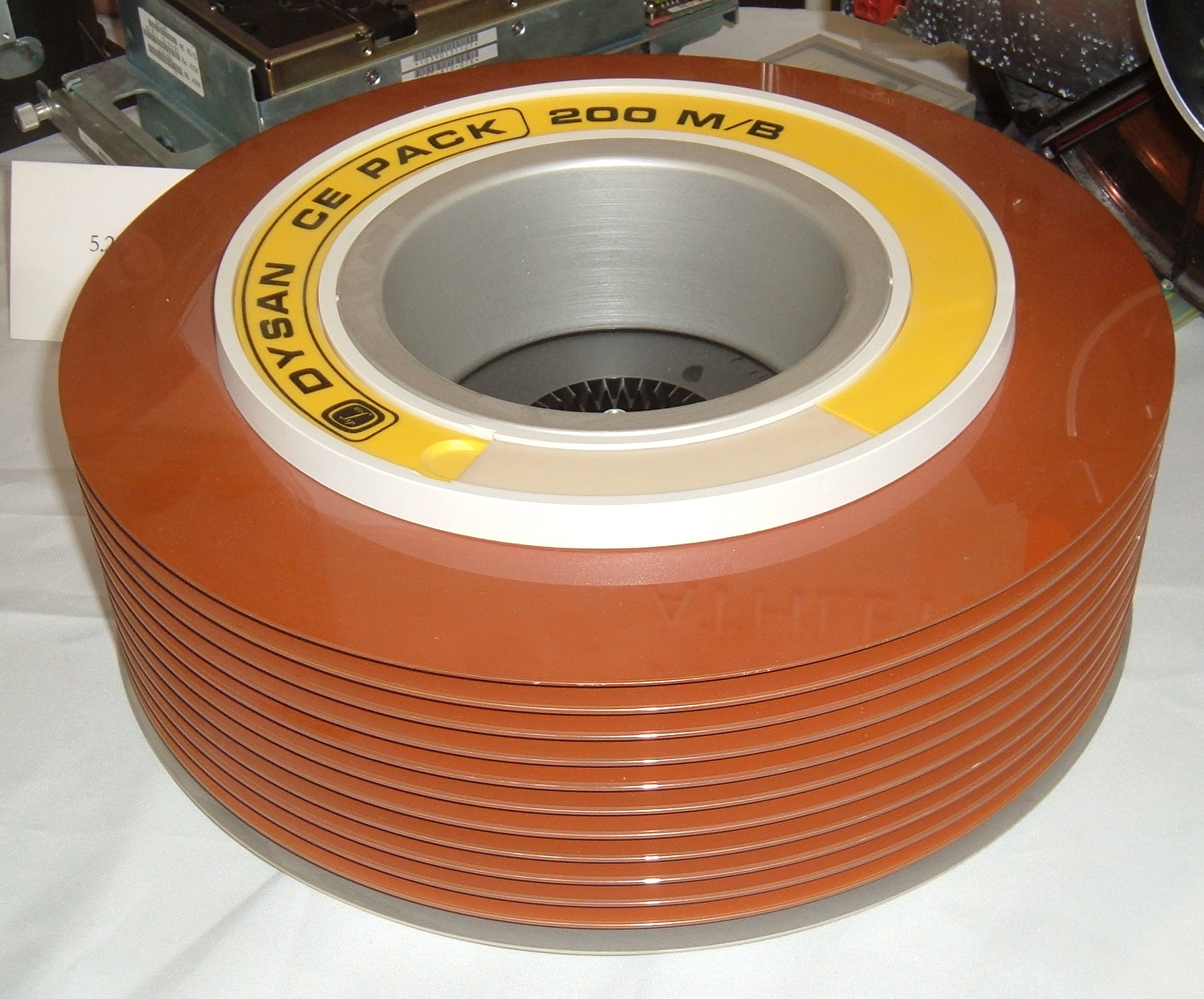
Ein Wechselfestplatten-Paket der Firma Dysan aus den 1970er-Jahren, auf dem etwa 200 MByte Daten gespeichert werden konnten. Der Durchmesser beträgt etwa 36 cm.

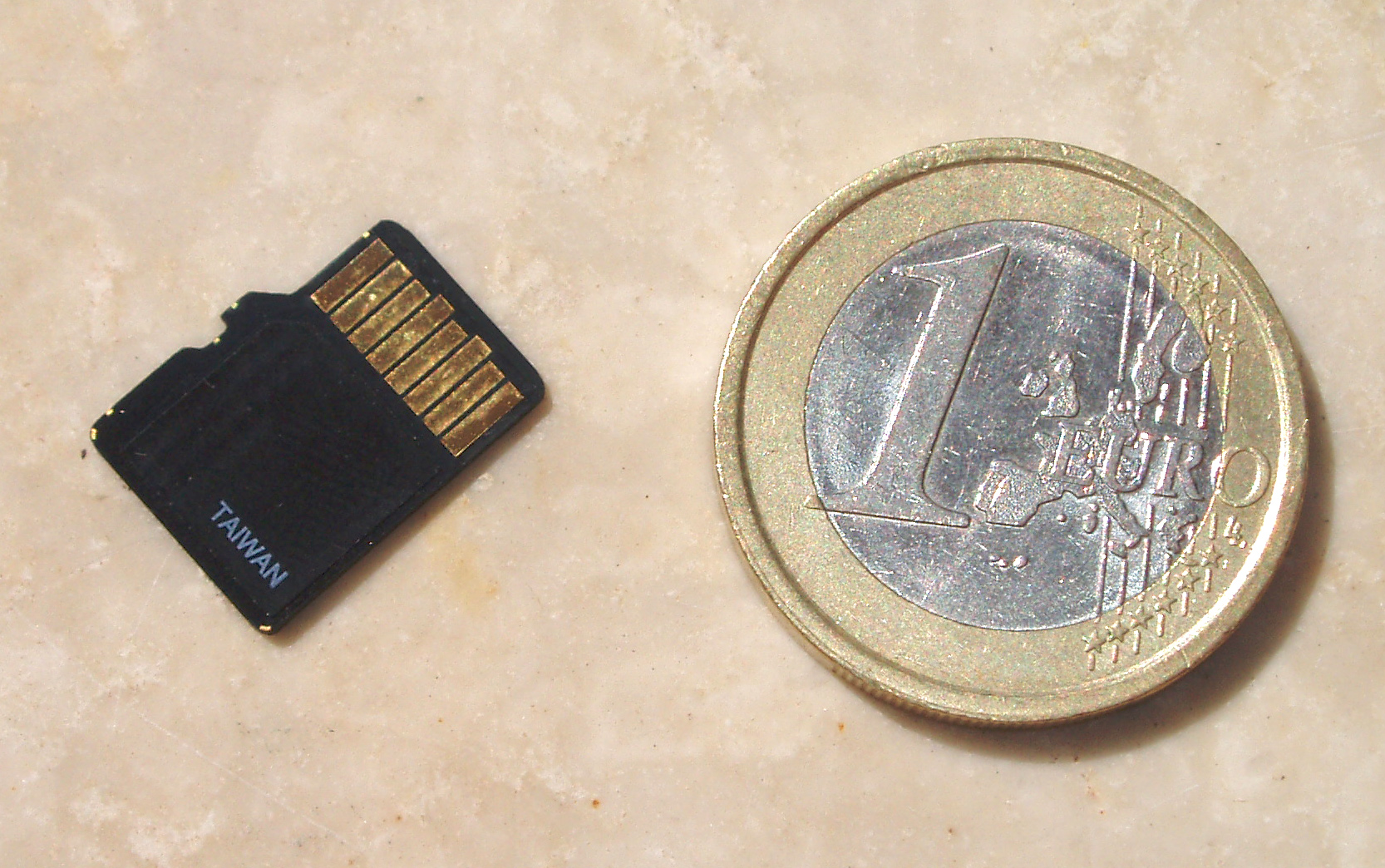
Eine MicroSD-Karte, wie sie etwa bei Smartphones eingesetzt wird, im Größenvergleich zu einer Euromünze. Solche Karten sind mit bis zu 1024 GByte Speicherplatz erhältlich (Stand 2020), was etwa der fünftausendfachen Datenmenge der obigen Wechselfestplatte entspricht.

## Weitere Details
Aufgrund der allgemeinen Entwicklung im Computerbereich ist naturgemäß der Begriff „große Datenmenge“ stark von den gerade aktuellen Gegebenheiten abhängig. Demnach versteht man unter einem Massenspeicher im Zeitablauf Datenträger mit immer höheren Kapazitäten. Jedoch ist der Massenspeicher durch die Zeit hindurch jeweils größer und langsamer als der zur gleichen Zeit übliche Arbeitsspeicher. Programme und Daten auf einem Massenspeicher werden fast nie direkt von einem Hauptprozessor bearbeitet, sondern zu diesem Zweck zuerst in den Arbeitsspeicher kopiert („geladen“) und dort verarbeitet. Die Ergebnisse können dann bei Bedarf wieder auf den Massenspeicher geschrieben („gespeichert“) werden.
Die größte Bedeutung als Massenspeicher haben seit über dreißig Jahren Festplatten. Die Entwicklung ihrer Kapazität hat mit der allgemeinen Entwicklung schrittgehalten: Anfang der 1980er Jahre konnten sie 10 Megabyte, heute können sie mehrere tausend Gigabyte speichern. Ihre Geschwindigkeit ist ebenfalls stark angestiegen, jedoch nicht im gleichen Maße wie ihre Kapazität. Seit einigen Jahren gewinnen sogenannte Solid State Drives (SSDs) an Bedeutung. Ein Massenspeicher kann große Datenmengen dauerhaft speichern. Im Computerumfeld kommt er als Sekundär- oder Tertiärspeicher zum Einsatz. Typische Vertreter dieser Speicherart sind Festplatten, CDs, DVDs, Blu-rays, Magnetbänder, USB-Sticks, Flash-Speicher oder Disketten
Je nach Größendefinition sind Medien wie Lochkarten, Lochstreifen, Magnetbänder, Disketten, Optische Platten (darunter nur lesbare CD-ROM, DVD-ROM und BD-ROM sowie deren ein- oder mehrfach beschreibbare Varianten) und Flash-Speicher-Medien wie USB-Sticks und CompactFlash-Karten ebenfalls als Massenspeicher zu bezeichnen. Ihr Vorteil ist die einfache Mobilität und Verwendbarkeit als Wechselmedium in jedem beliebigen Gerät mit entsprechendem Laufwerk, Steckplatz oder passender Schnittstelle.
Im Allgemeinen ist bei Massenspeichern nicht nur die Kapazität von Interesse, sondern je nach Einsatzgebiet auch noch folgende Faktoren:
- Latenz: Die durchschnittliche oder maximale Zeitdauer, die vom Senden einer Datenanfrage an den Massenspeicher bis zum Beginn eines Datentransfers vergeht.
- Durchsatz: Die Datenmenge, die pro Zeitspanne übertragen wird.
- mittlere Lebensdauer: Die Zahl der Betriebsstunden, bis (statistisch) der erste Datenverlust auftritt.
- Zugriffsart: Massenspeicher können im Folge- (folgend) oder Direktzugriff (wahlfrei) gelesen oder beschrieben werden. Manche Medien können nur einmal beschrieben werden (siehe WORM) und eignen sich zur Archivierung. Andere sind begrenzt wiederbeschreibbar (CD-RW/DVD-RW), Flash-Speicher nahezu unbegrenzt und Festplatten unbegrenzt häufig. Sogenannte ROM-Medien werden bei der Fertigung mit Daten versehen und können nur gelesen werden.
- Mobilität: Einige Massenspeicher werden üblicherweise fest eingebaut, andere können leicht ausgetauscht werden.
- Vernetzbarkeit: Es gibt mehrere Möglichkeiten, Massenspeicher in einem Rechnernetz zur Verfügung zu stellen. Auf Dateiserver, die auch als Network Attached Storage bezeichnet werden, wird auf Datei-Ebene zugegriffen. Auf ein Storage Area Network wird auf Datenblock-Ebene zugegriffen. Beide Arten können in bestehende Netzwerke eingebunden werden. Dadurch muss in bestehende Systeme keine neue Hardware eingebaut werden.
- Sicherheit: Manche Massenspeicher bieten einen eigenen Passwortschutz oder Möglichkeiten, die auf ihnen gespeicherten Daten vollständig und unumkehrbar zu löschen, ohne den Massenspeicher zum Beispiel durch Schreddern physisch zerstören zu müssen. Dies kann für sensible Daten von Bedeutung sein.[3]